# Australian Journal of Entomology
Australian Journal of Entomology — австралійський рецензований ентомологічний науковий журнал для публікації результатів наукових досліджень у різних галузях науки про  комах Австралії, Нової Зеландії, Нової Гвінеї й островів Океанії.

## Історія
Журнал засновано в 1962 році. Спочатку виходив під іншими назвами: Journal of the Entomological Society of Queensland (1962—1966) і Journal of the Australian Entomological Society (1967—1995). Випускається видавництвом John Wiley & Sons на паях з Australian Entomological Society. Коефіцієнт впливовості (імпакт-фактор) дорівнює 1.072 (2008). В 2010 році вийшов 49 том.
Головний редактор: John Matthiessen (CSIRO Entomology, Perth)

### Ресурси Інтернету
- Офіц. сайт [Архівовано 8 червня 2011 у Wayback Machine.]
- Онлайн доступ[недоступне посилання з травня 2019]